# Shirako
Shirako (白子町?) è una cittadina giapponese della prefettura di Chiba.